# Drapelele Oceaniei
Aceasta este o listă de drapele naționale folosite în Oceania.

## Australasia

Drapelul Australiei
Drapelul Insulelor Cocos (Australia)
Drapelul Insulei Crăciunului (Australia)
Drapelul Insulei Norfolk (Australia)

## Melanezia

Drapelul Fijiului
Drapelul Noii Caledonii (Franța)
Drapelul Papuei Noua Guinee
Drapelul Insulelor Solomon
Drapelul Vanuatului

## Micronezia

Drapelul Guamului (Statele Unite)
Drapelul Republicii Kiribati
Drapelul Insulelor Marshall
Drapelul Insulelor Mariane de Nord (Statele Unite)
Drapelul Statelor Federate ale Microneziei
Drapelul Naurului
Drapelul Republicii Palau

## Polinezia

Drapelul Insulelor Cook (Noua Zeelandă)
Drapelul Insulelor Hawaii (Statele Unite)
Drapelul Insulei Niue (Noua Zeelandă)
Drapelul Insulei Paștelui (Chile)
Drapelul Insulelor Pitcairn (Regatul Unit)
Drapelul Polineziei Frenceză (Franța)
Drapelul Noii Zeelande
Drapelul Samoei
Drapelul Samoei Americane (Statele Unite)
Drapelul Tokelaului (Noua Zeelandă)
Drapelul Tongăi
Drapelul Tuvalului
Drapelul Insulelor Wallis și Futuna (neoficial) (Franța)